# خوزه لوئیس میانو
خوزه لوئیس میانو (انگلیسی: José Luis Miñano؛ زادهٔ ۲۲ مهٔ ۱۹۸۷) بازیکن فوتبال اهل اسپانیا است.
از باشگاه‌هایی که در آن بازی کرده‌است می‌توان به باشگاه فوتبال هرکولس، باشگاه فوتبال تورپیدو-بلاز ژودزینا، و باشگاه فوتبال رئال مورسیا اشاره کرد.